# Phryxe nigrifrons
Phryxe nigrifrons là một loài ruồi trong họ Tachinidae.